# هندباوية
الهندباوية (Cichorieae) ويقال لها أحياناً الخسّية (Lactuceae) هي قبيلة من النباتات تتبع أسرة الهندباويات في الفصيلة النجمية (Asteraceae) . وتضم هذه القبيلة النباتية 100 جنساً وأكثر من 1600 نوع. يتواجد هذا النبات في المقام الأول في المناطق المعتدلة في نصف الكرة الشرقي. ينتمي إلى هذه القبيلة نباتات معروفة جيدا تشمل الخس والهندباء، والطرخشقون ونبات لحية التيس.

## تحت قبائل
- التفافينة
- أذن قطينة
- القندرونينة
- السراغينة

## أجناس
| - Acanthocephalus - Actites - Agoseris - أندريالة - Anisocoma - Aposeris - Arnoseris - Atrichoseris - Calycoseris - الطلسمية (الاسم العلمي:Catananche) - Cephalorrhynchus - Chaetadelpha - Chaetoseris - حشيشة الغراب - قندرون - Chorisis - سيسربيتة - هندباء - Crepidiastrum - سراغة - Dendroseris - Dubyaea - Epilasia - Erythroseris - Faberia - Faberiopsis | - رويسة - Geropogon - Glyptopleura - عكوب - Hedypnois - Helminthotheca - Heteracia - Heteroderis - حوة (نبات) - حشيشة الغراب - Hispidella - Hymenonema - Hyoseris - أذن القطة (الاسم العلمي:Hypochaeris) - Ixeridium - Ixeris - ذقنون - Krigia - خس - خس (جنس) - Lapsana - Lapsanastrum - Lasiospora - حوة - سن الأسد | - Lygodesmia - Malacothrix - Microseris - Mulgedium - Munzothamnus - Mycelis - Nabalus - Nothocalaïs - Notoseris - Paramicrorynchus - Paraixeris - Paraprenanthes - Phalacroseris - Phitosia - المرير (باللاتينية: Picris) - حشيشة الغراب - Pinaropappus - Pleiacanthus - دبح - Prenanthella - Prenanthes - Pterachaenia - خس (جنس) - Pyrrhopappus - Rafinesquia | - نكد - Rhagadiolus - Rothmaleria - Scariola - سكوليمس - سلسفي - Scorzoneroides - التفاف (الاسم العلمي:Sonchus) - Soroseris - Stebbinsia - Stebbinsoseris - Stenoseris - Stephanomeria - خس (جنس) - Syncalathum - Takhtajaniantha - الطرخشقون (الاسم العلمي:Taraxacum) - Thamnoseris - الفيقوع (الاسم العلمي:Tolpis) - Tourneuxia - لحية التيس - Uropappus - العضيض (الاسم العلمي:Urospermum) - واريونيا - Wilemetia - Youngia |